# Hundi Loomine
Hundi Loomine jest pierwszym singlem estońskiej grupy folk metalowej Metsatöll, wydanym w 2002 roku. Jest to również pierwszy z dwóch singli do wydanego dwa lata później albumu Hiiekoda. Na singlu znajduje się jeden, tytułowy utwór o długości 2:50. Został nagrany w Matrix Audio Studios 5 lutego 2002 przez Elmu Värk. Wideo nagrał Liina Paakspuu.